# زلزال مندورو 1994
```
وقع 
زلزال مندورو 1994
 بالقرب من جزيرة 
مندورو
 التابعة 
للفلبين
 بتاريخ 15 نوفمبر من ذلك العام. كان 
مقياس درجة العزم
 7.1 
و
مقياس ميركالي المعدل
 القصوى من السابع ( قوي جدا ). وهو مرتبط بتمزق أرضي بطول 35 كيلومترًا، يسمى صدع نهر أغلوبانغ.
[
2
]
 تم الإبلاغ عن مقتل ثمانية وسبعين شخصًا، 
[
3
]
 وتدمير 7566 منزلاً. كما تسبب الزلزال في حدوث تسونامي وانهيارات أرضية في جزيرة فيردي.
```

تسبب الزلزال بتسونامي أثرت على مندورو وجزيرة فيردي وجزر باكو ولوزون. كما عانت بعض الهياكل الخرسانية من أضرار معتدلة من التسونامي. كما وصل الارتفاع الرأسي في جزر باكو إلى 8.5 متر (28 قدمًا). كما تم تسجيل كارثة تسونامي في لوبو. كان تسونامي أكبر مما كان متوقعا بالنظر إلى حركة الانزلاق الزلزالي.

## الهزة الأرضية
كان مركز هذا الزلزال يقع في ممر جزيرة فيردي، وهو مضيق يفصل بين لوزون ومندورو. أظهرت الآلية البؤرية خطأ انزلاق الضربة الجانبي الأيمن. وكانت اللحظة الزلزالية المنبعثة حوالي 5.12 × 1019 نيوتن متر.

### تصدع السطح
يمتد صدع نهر أغلوبانغ، الذي يظهر إحساسًا بالحركة من الجانب الأيمن ، من جزيرة ملايلية في شمال شرق مندورو إلى ألكاتيل، وفيكتوريا في الجنوب. تكشف القياسات على طول التمزق عن إزاحة أفقية قصوى تبلغ 4 أمتار وإزاحة رأسية قصوى تبلغ 1.9 مترًا.

## روابط خارجية
- The International Seismological Centre has a bibliography and/or authoritative data for this event.